# John Paintsil
John Paintsil (ur. 15 czerwca 1981 w Berekum) – ghański piłkarz grający na pozycji prawego obrońcy.

## Kariera klubowa
Paintsil urodził się w mieście Berekum. Karierę piłkarską rozpoczął w tamtejszym klubie Arsenal Berekum. W 2000 roku zadebiutował w drugiej lidze i jako zawodnik pierwszego składu już na koniec roku wywalczył awans do ekstraklasy ghańskiej. Tam występował przez kolejny rok, a w 2002 przeszedł do Liberty Professionals FC, z którym zajął 3. miejsce w lidze.
Latem 2002 Paintsil był bliski przejścia do Widzewa Łódź, ale ostatecznie nie porozumiał się z łódzkim zespołem. Jego nowym klubem został izraelski Maccabi Tel Awiw. W sezonie 2002/2003 rozegrał 17 spotkań i przyczynił się do wywalczenia przez Maccabi mistrzostwa Izraela. W 2004 roku został wicemistrzem kraju, a w sezonie 2004/2005 zdobył Puchar Izraela. Na początku 2005 roku John przeszedł do lokalnego rywala Maccabi, Hapoelu Tel Awiw. W 2006 roku został wicemistrzem kraju, a także wywalczył swój drugi w karierze izraelski puchar.
W lipcu 2006 roku menedżer West Ham United, Alan Pardew, ściągnął Paintsila do swojej drużyny. Suma transferu wyniosła około 1,5 miliona euro. Zawodnik dzięki występom w kadrze narodowej otrzymał pozwolenie na pracę w Wielkiej Brytanii, a także koszulkę z numerem 14. O miejsce w składzie miał rywalizować z Tyrone’em Mearsem i Amerykaninem Jonathanem Spectorem. W Premiership zadebiutował 19 sierpnia w wygranym 3:1 spotkaniu z Charltonem. Przez cały sezon rozegrał tylko 5 spotkań głównie lecząc kontuzję. Natomiast w kolejnym zaliczył tylko 14 spotkań i po sezonie odszedł z zespołu.
W lipcu 2008 Paintsil podpisał kontrakt z innym londyńskim klubem, Fulhamem. Trafił do niego za 6,3 miliona funtów w pakiecie z Bobbym Zamorą. W nowej drużynie zadebiutował 16 sierpnia w przegranym 2:1 ligowym spotkaniu z Hull City.
W lipcu 2011 roku podpisał kontrakt z Leicester City.
13 sierpnia 2012 roku podpisał roczny kontrakt z izraelskim Hapoel Tel Awiw. Następnie występował w południowoafrykańskich zespołach Santos FC oraz Maritzburg United FC. W 2016 roku zakończył karierę.
| Sezon   | Klub                     | Kraj              | Rozgrywki               | Mecze | Bramki |
| ------- | ------------------------ | ----------------- | ----------------------- | ----- | ------ |
| 2000    | Arsenal Berekum          | Ghana             | Division One League     | ?     | ?      |
| 2001    | Arsenal Berekum          | Ghana             | Ghana Premier League    | 12    | 1      |
| 2002    | Liberty Professionals FC | Ghana             | Ghana Premier League    | 10    | 0      |
| 2002/03 | Maccabi Tel Awiw         | Izrael            | Ligat ha’Al             | 17    | 0      |
| 2003/04 | Maccabi Tel Awiw         | Izrael            | Ligat ha’Al             | 22    | 0      |
| 2004/05 | Maccabi Tel Awiw         | Izrael            | Ligat ha’Al             | 7     | 0      |
| 2004/05 | Hapoel Tel Awiw          | Izrael            | Ligat ha’Al             | 15    | 1      |
| 2005/06 | Hapoel Tel Awiw          | Izrael            | Ligat ha’Al             | 27    | 2      |
| 2006/07 | West Ham United          | Anglia            | Premier League          | 5     | 0      |
| 2007/08 | West Ham United          | Anglia            | Premier League          | 14    | 0      |
| 2008/09 | Fulham F.C.              | Anglia            | Premier League          | 36    | 0      |
| 2009/10 | Fulham F.C.              | Anglia            | Premier League          | 22    | 0      |
| 2010/11 | Fulham F.C.              | Anglia            | Premier League          | 16    | 0      |
| 2011/12 | Leicester City F.C.      | Anglia            | Championship            | 6     | 0      |
| 2012/13 | Hapoel Tel Awiw          | Izrael            | Ligat ha’Al             | 9     | 0      |
| 2013/14 | Santos FC                | Południowa Afryka | National First Division | 17    | 0      |
| 2014/15 | Maritzburg United FC     | Południowa Afryka | Premier Soccer League   | 27    | 0      |
| 2015/16 | Maritzburg United FC     | Południowa Afryka | Premier Soccer League   | 7     | 0      |

## Kariera reprezentacyjna
W 2001 roku Paintsil wystąpił na Mistrzostwach Świata U-20 w Argentynie i wywalczył wicemistrzostwo świata. W 2002 roku został powołany do kadry na Puchar Narodów Afryki 2002. 24 stycznia w meczu z RPA zadebiutował w pierwszej reprezentacji Ghany.
W 2006 roku Paintsil został powołany na Puchar Narodów Afryki 2006, jednak Ghańczycy odpadli już po fazie grupowej. Latem Ratomir Dujković zabrał go na Mistrzostwa Świata w Niemczech. Tam wystąpił we wszystkich czterech spotkaniach swojej drużyny: grupowych z Włochami (0:2), z Czechami (2:0) i z USA (2:1), a także w 1/8 finału z Brazylią (0:3). W 2008 roku wywalczył brązowy medal w Pucharze Narodów Afryki 2008.